# Knollys Rose

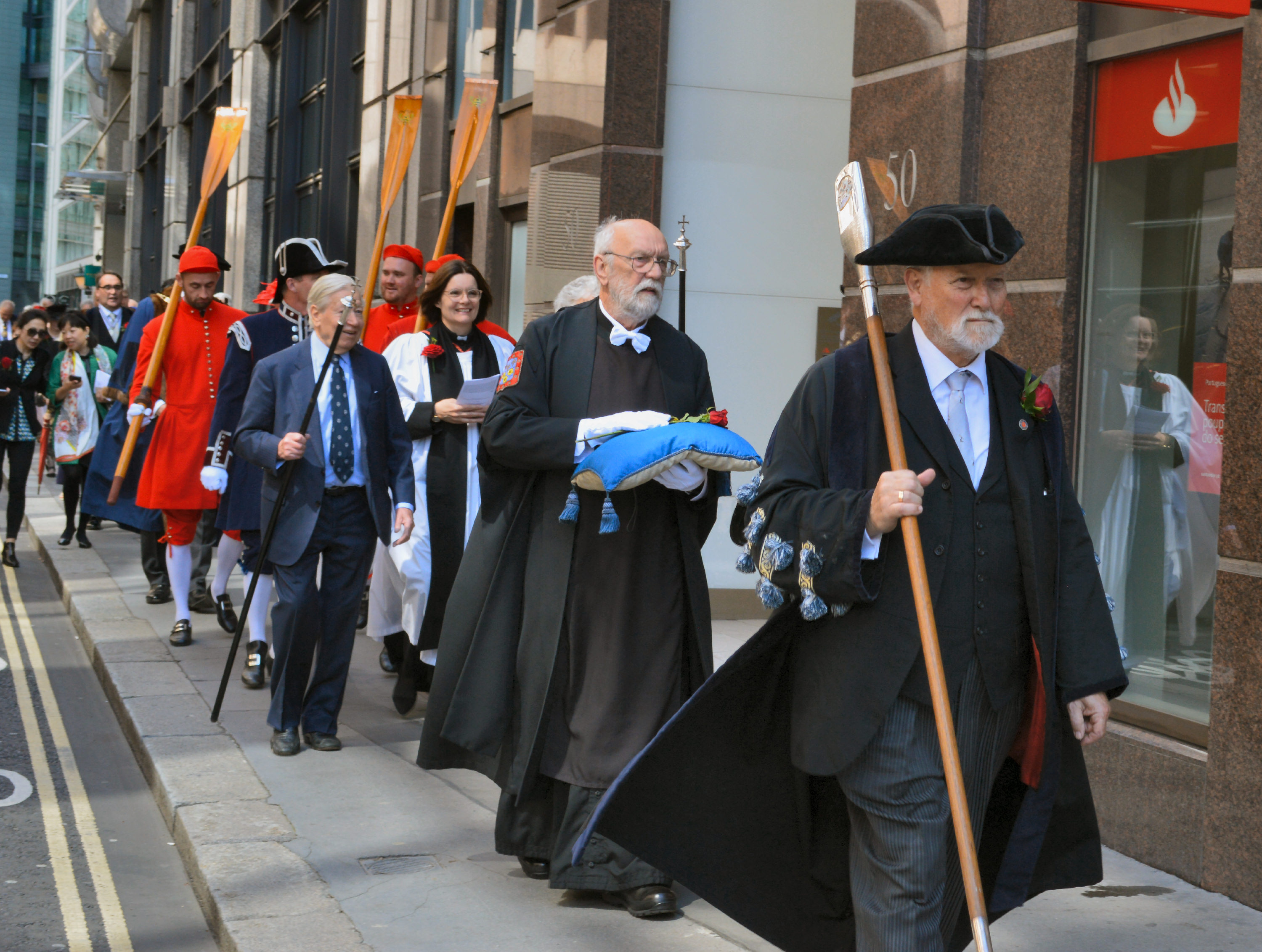
Die Prozession 2019

Knollys Rose ist eine Rose, die seit 1381 jährlich von der Company of Watermen and Lightermen of the River Thames zum Lord Mayor of London gebracht wird. Der Brauch war vom 17. Jahrhundert bis 1924 unterbrochen.
Die rote Rose wird in einem Garten in der Seething Lane gepflückt und auf dem Altarkissen der Kirche All Hallows-by-the-Tower zum Haus des Lord Mayors gebracht.
Der Brauch geht auf einen Urteilsspruch aus dem Jahre 1381 zurück. Damals befand sich Sir Robert Knollys auf einem Kriegszug außer Landes. Seine Frau Constance Knollys erwarb das Grundstück in der Seething Lane, wo sie einen Rosengarten anlegte. Um von ihrem Haus trockenen Fußes zu dem gegenüberliegenden Garten zu gelangen, ließ sie eine Brücke errichten. Da hierfür keine Genehmigung vorlag, verurteilte die Stadt sie zu der symbolischen Ausgleichszahlung von einer Rose im Jahr. Obwohl die Brücke schon lange nicht mehr existiert, wird die Rose weiterhin an Christi Himmelfahrt überbracht.